# Pseudophilautus nasutus
Pseudophilautus nasutus là một loài ếch đã tuyệt chủng trong họ Rhacophoridae. Chúng là loài đặc hữu của Ấn Độ và Sri Lanka.

## Hình ảnh

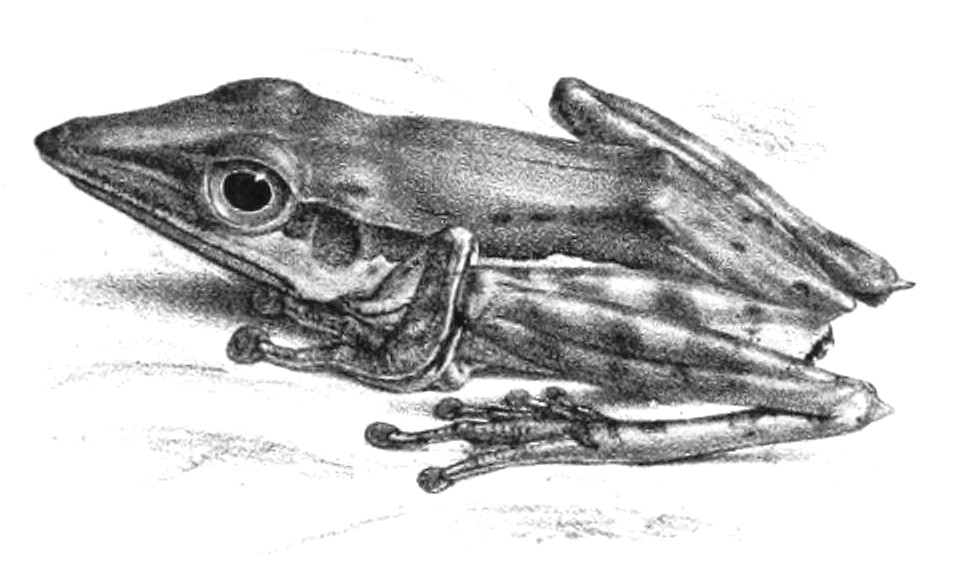